# WWE Elimination Chamber
WWE Elimination Chamber je profesionální wrestlingová akce produkovaná společností WWE. Sledovat ji lze pouze prostřednictvím pay-per-view (PPV) a livestreamových služeb Peacock a následně WWE Network. Byla založena v roce 2010 a nahradila předešlou akci No Way Out jako každoroční únorový PPV. 
Show v roce 2014 byla poslední událostí WWE, která se vysílala výhradně prostřednictvím tradičních PPV. Díky spuštění internetové sítě WWE bylo možno sledovat tyto zápasy živě online. Následující rok byla show posunuta a konala se až v květnu. V tomto roce se také odehrál první zápas tag-teamů v Elimination Chamber. Přestože se tato událost v roce 2016 nekonala, v roce 2017 se vrátila s přepracovaným designem klece. Akce se opět konala v únoru. Zatímco stejnojmenný zápas byl původně pouze pro mužské zápasníky, v roce 2018 se na akci objevila historicky první ženská verze a také první sedmičlenný zápas Elimination Chamber. V show v roce 2019 se zápasilo o WWE Women's Tag Team Championship. V roce 2020 byla tato show poslední PPV událostí před vypuknutím pandemie covidu-19, během níž se všechny show WWE až do poloviny roku 2021 konaly bez diváků. Následující rok se show opět konala v únoru. V roce 2022 se konala v Džiddě v Saúdské Arábii, byla to tedy první Elimination Chamber, která se nekonala ve Spojených státech. Následující akce se také konaly mimo USA, roce 2023 v Kanadě a v roce 2024 v australském Perthu.

## Elimination Chamber zápas
Zápas se odehrává ve speciální kleci. Obvykle zde zápasí šest nebo sedm wrestlerů, někdy se ale zápasí i v týmech. Proti sobě začínají dva zápasníci, k nim jsou následně puštěni ostatní zápasníci. Cílem je odpinovat ostatní zápasníky, ten kdo zůstane jako poslední, vyhrává. Obvykle se zápasí o titul nebo možnost vyzvat šampiona společnosti.